# Ферсманит
Ферсмани́т — (англ. Fersmanite) минерал, впервые описан А. Н. Лабунцовым в 1929 году и назван в честь минералога А. Е. Ферсмана. Состав: (Са, Na)4 (Ті, Nb)2 Si2О11 (F, ОН)2.

## Свойства
Минерал очень редкий. Сингония моноклинная. Цвет бурый. Блеск стеклянный. Цвет черты белый. Твёрдость 5 — 5,5. Плотность 3,44. Растворяется в кислотах.

## Формы нахождения
В виде небольших толстотаблитчатых кристаллов псевдотетрагонального облика, иногда в виде сростков. Найден в ассоциации с полевым шпатом, нефелином и эгирином.

## Месторождения
Единственное в мире место находок — Хибины на Кольском полуострове, Россия.